# Prinerigone
Prinerigone es un género de arañas araneomorfas de la familia Linyphiidae. Se encuentra en Eurasia y África.

## Lista de especies
Según The World Spider Catalog 12.0:
- Prinerigone aethiopica (Tullgren, 1910)
- Prinerigone pigra (Blackwall, 1862)
- Prinerigone vagans (Audouin, 1826)